# Stade aquatique de l'agglomération de Vichy
Dans l'agglomération de Vichy, le stade aquatique est un équipement sportif, habilité pour la pratique de la natation, situé sur la commune de Bellerive-sur-Allier, dans le département de l'Allier en région Auvergne-Rhône-Alpes. Géré à l'origine par la communauté d'agglomération de Vichy Val d'Allier, puis par Vichy Communauté, il est ouvert au public depuis le 21 mars 2008.

## Situation
Le stade aquatique est localisé à l'ouest de Bellerive-sur-Allier, non loin du parc omnisports.
Il est inclus dans un plateau d'économie sportive délimité au nord par l'aérodrome de Charmeil et au sud par la boucle des Isles.

### Accès et transports
Il est accessible depuis la route départementale 2209 (ancienne route nationale 209) et par les lignes C (du lundi au samedi), I (du lundi au samedi, à distance à l'arrêt Les Guinames) et B (dimanche et jours fériés) du réseau MobiVie.
En 2010, le département de l'Allier a aménagé la route départementale au droit du carrefour du stade aquatique afin d'améliorer la sécurité ; la communauté d'agglomération a, de son côté, réalisé un chemin partagé avec des aménagements nouveaux, depuis le pont de Bellerive. Un parking relais (sept places) a été créé derrière l'arrêt de bus.

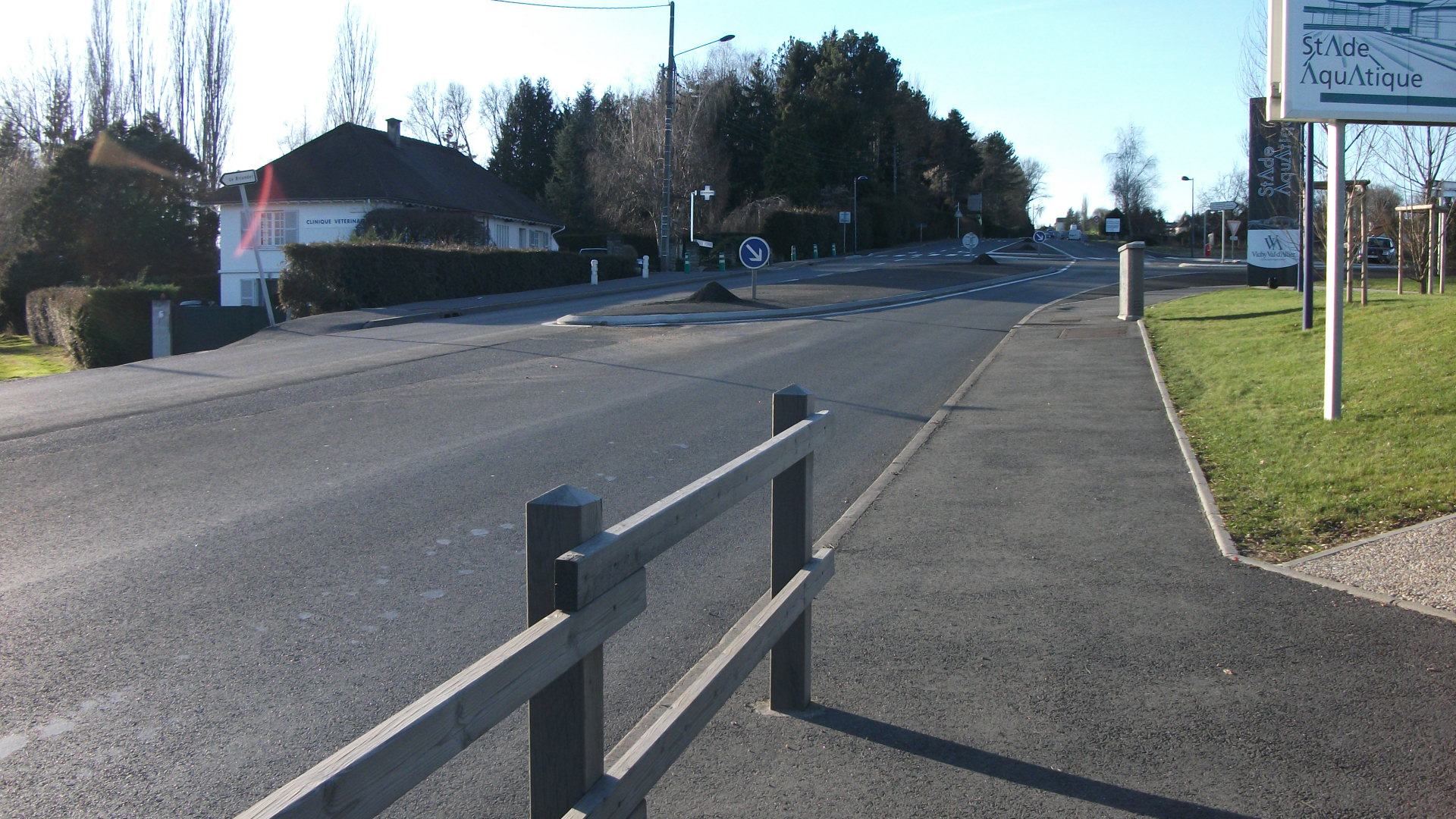
Aménagement des alentours du stade aquatique en janvier 2011.
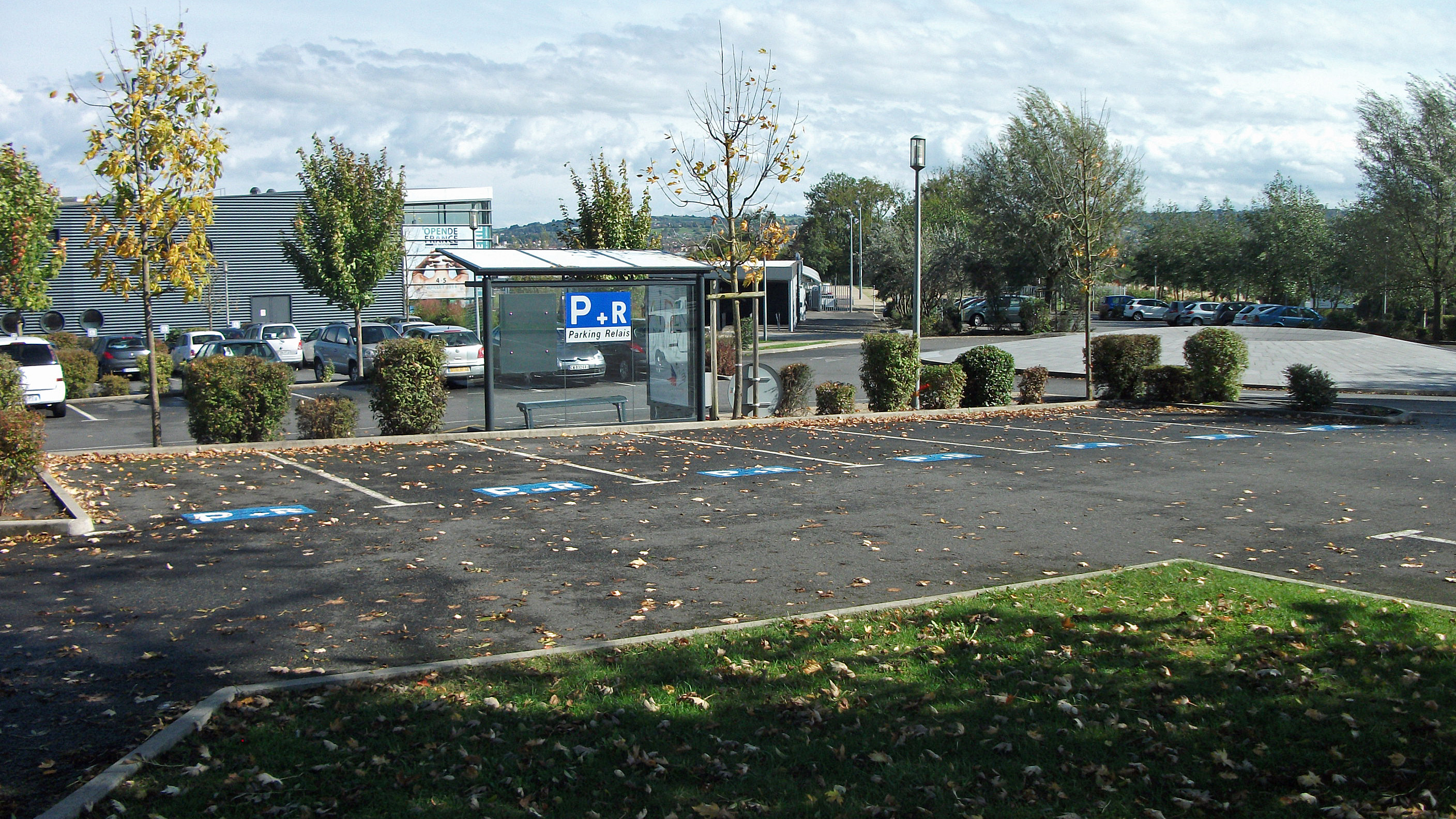
Parking relais derrière l'arrêt de bus en 2014.

## Historique
Après la fermeture du stade nautique, jugé vétuste à la suite d'une crue de la rivière Allier en décembre 2003, les élus de la communauté d'agglomération de Vichy Val d'Allier ont décidé de construire un nouveau stade. Les plans sont de l'architecte Jacques Rougerie. L'emplacement, « en hauteur et en entrée d'agglomération », a été choisi de sorte à donner une image sportive au territoire.
Les travaux ont commencé le 22 août 2006 (la première pierre a été posée le 10 octobre) pour se terminer début 2008. Il est inauguré le 2 février 2008, en présence de 700 personnes, et une présentation au public avait été organisée les 2 et 3 février par le vice-président de Vichy Val d'Allier chargé des sports. Il est ouvert au public le 21 mars 2008. Le projet a coûté 22 630 000 €.
En 2011, la fédération française handisport a souhaité installer un Pôle France jeunes de natation au CREPS de Vichy, unique en France, en vue de la préparation aux Jeux paralympiques de Rio. La commission nationale du sport de haut niveau a approuvé cette proposition.

## Structure
Il peut accueillir plus de mille personnes. Il comprend six bassins en inox, un bassin sportif intérieur de 25 × 21 m, un bassin extérieur avec une eau à 28 °C (de 50 × 21 m), un bassin ludique couvert avec toboggan (31 °C, 300 m2), un bassin d'apprentissage (190 m2), une pataugeoire et un espace forme.
Vingt-six agents de la communauté d'agglomération travaillent au stade aquatique dont douze maîtres nageurs, cinq techniciens, sept agents pour l'accueil et les vestiaires, une personne à l'espace forme et une directrice.

### Les clubs et écoles
Six clubs résident : VVA Natation, Vichy Triathlon, le club de sauvetage, le club de plongée, le club de Saint-Germain-des-Fossés et le club handisport de VVA.
Avec le succès de fréquentation rencontré, Vichy Val d'Allier Natation était, en 2013, le deuxième club de l'ancienne région administrative Auvergne en nombre de licenciés après celui de Clermont-Ferrand.
Des écoles de natation sont installées dans ce stade (pour l'apprentissage et le perfectionnement) : école de natation adultes, école de natation enfants, éveil aquatique (pour les enfants de six mois à trois ans).

### Équipements
Un restaurant indépendant est également implanté sur le site du stade. Un jardin aquatique est à la disposition des familles pour les enfants chaque dimanche matin.

### Tarification
Le conseil communautaire du 24 janvier 2008 a défini les premiers tarifs d'accès au stade, applicables au 1er mars 2008 : ils étaient de 4 € pour les adultes et 2,50 € pour les bénéficiaires d'un tarif réduit (personnes âgées de moins de dix-huit ans, étudiants, demandeurs d'emploi ou handicapés). Une tarification spécifique existait également lorsque les transports en commun étaient utilisés. Ces tarifs ont été réévalués.

## Fréquentation
Depuis son ouverture, le stade accueille plus de 200 000 usagers.
Le 18 août 2009, un pic de fréquentation journalier a été atteint avec 2 052 entrées, puis le 23 août 2011 avec 2 193 entrées.
Depuis 2009, la fréquentation se stabilise : 242 000 entrées, 244 000 en 2010 dont 192 000 entrées payantes.
Le stade aquatique a accueilli son millionième visiteur (une retraitée de l'agglomération) le 3 avril 2012.

### Événements
En 2008, le stade a accueilli les championnats de France de natation masters ou un gala de natation synchronisée.
En mars 2013, la Fédération française de natation a annoncé que la septième édition de l'Open de France de natation, qui se déroulait jusqu'alors près de Paris, se tient au stade aquatique. Les compétitions ont eu lieu les 6 et 7 juillet 2013. Elle a notamment accueilli les nageurs Florent Manaudou (champion olympique en titre), Frédérick Bousquet et César Cielo (champion du monde en titre). L'édition 2013 ayant connu un succès remarquable, les éditions de 2014 à 2016 ont eu lieu dans ce même équipement.
La dixième édition de l'Open de France, tenue les 2 et 3 juillet 2016, a rassemblé trente-cinq nations ; 1 300 spectateurs ont assisté à la compétition le samedi et 1 500 le dimanche. La convention entre Vichy Val d'Allier, la Fédération française de natation et Nat'Event Organisation ayant pris fin, il est incertain que l'édition 2017 se tienne sur le site du stade aquatique. En novembre 2016, la société organisatrice annonce le changement du lieu de la onzième édition de l'Open de France, qui se tient à Chartres.
Du 29 juin au 2 juillet 2017, le championnat de France des maîtres est organisé sur le site du stade. 1 256 nageurs sont engagés dans cette compétition, qualificative pour le championnat d'Europe des maîtres qui s'est tenu à Budapest en août.
Les épreuves de natation des Jeux globaux de 2023 se déroulent au stade aquatique.

### Clubs et personnalités ayant fréquenté le stade aquatique
Se sont entraînés au stade :
- l'équipe de France paralympique ;
- l'équipe olympique russe de natation synchronisée ;
- Sébastien Rouault, à l'occasion des Jeux olympiques de Pékin[1] ;
- l'équipe américaine de natation (dont Michael Phelps, déjà venu en juin 2010) à l'occasion des Jeux olympiques de Londres. Une visite publique a eu lieu le 21 juillet 2012[1]. L'entraînement des Américains s'est d'abord déroulé à huis clos et un dispositif de sécurité a été lourdement déployé[19].

Dans le cadre de la préparation aux Jeux olympiques d'été de 2024, la Fédération française de natation a choisi Vichy comme centre de préparation, profitant de l'expérience déjà acquise du stade dans l'accueil de compétitions de haut niveau. Mi-juillet 2024, l'équipe de France olympique a préparé les Jeux au stade aquatique et a remporté sept médailles : quatre d'or pour Léon Marchand (200 m 4 nages, 200 m brasse, 200 m papillon et 400 m 4 nages), une d'argent pour Anastasiia Kirpichnikova (1 500 mètres nage libre), une de bronze pour Florent Manaudou (50 m nage libre) et une autre de bronze pour le relais 4 × 100 m 4 nages masculin.